# Ruby Estate
Ruby Estate es una localidad de Santa Lucía que forma parte del distrito de Soufrière.